# 地方文化館
地方文化館（英語：Local museum）是一種展示地方史的博物館，其藏品通常為與地方深刻連結的物件。大多數地方文化館的預算及營運成本不高，入場費用也較低。
臺灣推動地方文化館之設置，已行之有年：2002年，中華民國文化建設委員會提出「地方文化館計畫」，希望延續社區營造成果，推動地方閒置空間轉型為地方文化館。2016年，配合博物館法通過，中華民國文化部改以「博物館及地方文化館計畫」持續推動各類博物館館所發展
日本在20世紀初的義務教務中設有鄉土教育學科，因此博物館學者如棚橋源太郎於1930年代大力推行地方文化館（當時稱為「鄉土博物館」）的設置。目前日本稱「地方文化館」為「地方博物館」或「地域博物館」，據2015年日本文部科學省調查，日本全國共有3528間地方文化館。